# 人民革命党事件
人民革命党事件（韩语：／），簡稱人革党事件（韩语：／），是指大韩民国朴正熙军政府统治下的韩国中央情报部（KCIA）就“社会主义制度问题”冤杀8人、15人错判的历史事件。此事分为1965年因反共法引发的第一次事件和1975年因国家保安法引发的第二次事件。
1975年4月9日，韩国大法院以违反《国家保安法》判处23人罪名成立，8人被判处死刑、15人被判无期徒刑或有期徒刑15年等重刑。 人民革命党事件是朴正熙时代的韩国人权遭到压制的典型事例。
2005年12月，韩国国家情报院发表人民革命党事件记录。韩国司法当局就人民革命党事件再度审査开始。 2007年，首尔中央地方法院重新审案，8人宣布无罪。2008年1月23日，首尔中央地方法院宣布，人革党事件中14名被告人无罪。

## 第一次事件
第一次事件於1964年8月14日发生。次日，中央情报部部长金炯旭宣布，都礼钟、革新系人士杨春遇、报道关系者、学生41人遭到检举，事件的“全貌”公表。
中央情报部认定朝鲜劳动党发布指令、人民革命党與反韩国政府团体组织各界人士策划国家事变，实际起诉人数为13人，都礼钟、杨春遇以外的11人由下级法院宣告无罪。大法院最终判处都礼钟、杨春遇有期徒刑6年，其他10人有期徒刑1年、緩刑3年。

## 第二次事件
1975年4月9日发生第二次事件。韩国人民革命党再建委员会（韩语：／）建立，大学生示威。
1972年，朴正熙维新政府（独裁政府）建立。1973年，金大中事件、1970年代前半韩国维新体制反对运动、全国民主青年学生总联盟（民青学联）关系者开始了（民青学联事件）。1974年4月8日，当局以违反《国家保安法》逮捕了都礼钟等23人，罪状是“人民革命党重建委员会”、民青学联国家颠覆活动指挥。
1975年4月8日，中央情报部以违反《国家保安法》为由羁押并起诉了23人，其中8人被判处死刑、15人被判无期徒刑或有期徒刑15年等重刑。韩国国防部在法院作出决定20个小时之后，就把8人执行死刑。

## 事件关系者
人革党事件，8人死刑：
- 徐道源（서도원）
- 金鏞元（김용원）
- 李銖秉（이수병）
- 禹洪善（우홍선）
- 宋相振（송상진）
- 吕正男（여정남）
- 河在完（하재완）
- 都礼钟（도예종）

1975年4月8日，法院人事单：。
- 闵复基（민복기）大法院长
- 闵文基（민문기）大法院法官
- 安秉洙（안병수）大法院法官
- 梁炳皓（양병호）大法院法官
- 韩桓镇（한환진）大法院法官
- 朱宰璜（주재황）大法院法官
- 任恒准（임항준）大法院法官
- 李一珪（이일규）大法院法官

## 后续处理
2005年12月，韩国国家情报院人民革命党事件记录发表。韩国司法当局开始对人民革命党事件再审。
2007年，首尔中央地方法院重新审案，8人宣布无罪。
2008年1月23日，人革党事件中14名被告人在首尔中央地方法院上被法院宣布无罪。
2012年9月24日，新国家党总统候选人朴槿惠就其父亲朴正熙军政府的“5·16军事政变”、“人民革命党事件”向全体韩国国民道歉。